# Хитоцумэ-кодзо

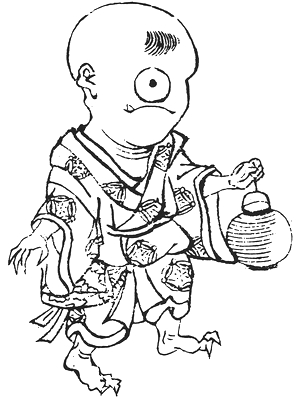
Хитоцумэ-кодзо, изображённый художником Китао Масаёси. Ок. 1788
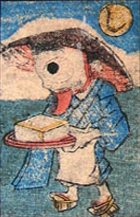
Карта для игры в каруту[англ.]* с изображением хитоцумэ-кодзо, несущего тофу

Хитоцумэ-кодзо (яп. 一つ目小僧 Хитоцумэ-кодзо:, «Одноглазый мальчик») — ёкай из японского фольклора, напоминающий мальчика с лысой, как у буддийского монаха, головой, длинным языком и единственным огромным глазом в центре лица.
Согласно поверьям, хитоцумэ-кодзо были сравнительно безобидны, не причиняли людям вреда, а лишь пугали их. Однако встреча с хитоцумэ-кодзо считалась дурным знаком, и, чтобы отпугнуть его, люди оставляли перед домом бамбуковые корзины. Считалось, что, увидев много дырок в корзине, хитоцумэ-кодзо подумает, что у неё много глаз и сбежит, стыдясь того, что у него глаз только один.